# Freudenthal bei Witzenhausen
Das Freudenthal bei Witzenhausen ist eine ehemalige Kiesabbaufläche im Tal der Werra im Norden Hessens. Nach der beendeten Auskiesung wurde der Bereich zu einem wichtigen Nahrungs-, Rückzugs- und Rastgebiet für Brut- und Zugvögel. Um es als Lebensraum für die zahlreichen, zum Teil gefährdeten Vogelarten zu erhalten, wurde das Gelände, um die drei entstandenen Kiesseen mit rund einundzwanzig Hektar Wasserflächen, im Jahr 1980 als Naturschutzgebiet ausgewiesen und später als ein Flora-Fauna-Habitat-Gebiet in das europaweite Schutzgebietssystem Natura 2000 integriert. Das Schutzgebiet liegt vollständig in dem im Jahr 1992 eingerichteten Landschaftsschutzgebiet „Auenverbund Werra“.

## Lage
Abgeschirmt durch die umgebenden Höhenzüge liegen die Freudenthaler Seen in der klimatisch begünstigten Beckenlage des unteren Werratals, auf einer Höhe von 135 m. Südlich reicht das Schutzgebiet bis an einen weiten Werrabogen. Im Osten wie im Westen grenzen landwirtschaftliche Flächen an und im Norden bildet die Bundesstraße 80 die Grenze. Administrativ gehört es zu den Gemarkungen von Witzenhausen und Ermschwerd der Stadt Witzenhausen im nordhessischen Werra-Meißner-Kreis.
Das Freudenthal liegt im „Geo-Naturpark Frau-Holle-Land“. Naturräumlich wird der Bereich dem „Witzenhausen-Hedemündener Werratal“ im „Unteren Werraland“ des „Osthessischen Berglands“ zugerechnet. Nach Süden geht das Gebiet in die Teileinheit „Hinterer Kaufunger Wald“ und nach Norden in den „Sandwald“ über.

## Entstehung
Der geologische Untergrund besteht aus alluvialen Ablagerungen, die sich im Nacheiszeitalter aus dem Geschiebe der Werra absetzten. Die Lockersedimente, Geröll, Kies und Sand, wurden von organischen Substanzen überdeckt, aus denen sich braune Aueböden entwickelt haben. Mit der wachsenden Bedeutung der Kiese und Sande als unverzichtbare Rohstoffe begann in der Mitte der 1950er Jahre der Abbau auf der Fläche der heutigen Seen. Die angrenzenden Gebiete wurden damals intensiv landwirtschaftlich bearbeitet, wobei in den werranahen Bereichen die Grünlandnutzung vorherrschte. Mitte der 1990er Jahre wurde der Kiesabbau eingestellt.
Seit der Ernennung zum Naturschutzgebiet sind die östlichen Seen- und Ruderalbereiche ohne Nutzung. Der westliche See darf zu einem Drittel befischt werden. Die Wiesen entlang der Werra und in den Randbereichen der Seen werden zurzeit extensiv bewirtschaftet. Intensiv bearbeitet werden die großen zusammenhängenden Ackerflächen im Norden und Nordwesten des Schutzgebiets.

## Lebensräume
Nach dem im Januar 2015 aktualisierten Standarddatenbogen für besondere Schutzgebiete gehören zu den schützenswerten Lebensraumtypen (kurz: LRT), die nach der Flora-Fauna-Habitat-Richtlinie als von gemeinschaftlichem Interesse gelten und für deren Erhaltung besondere Schutzgebiete ausgewiesen werden müssen:

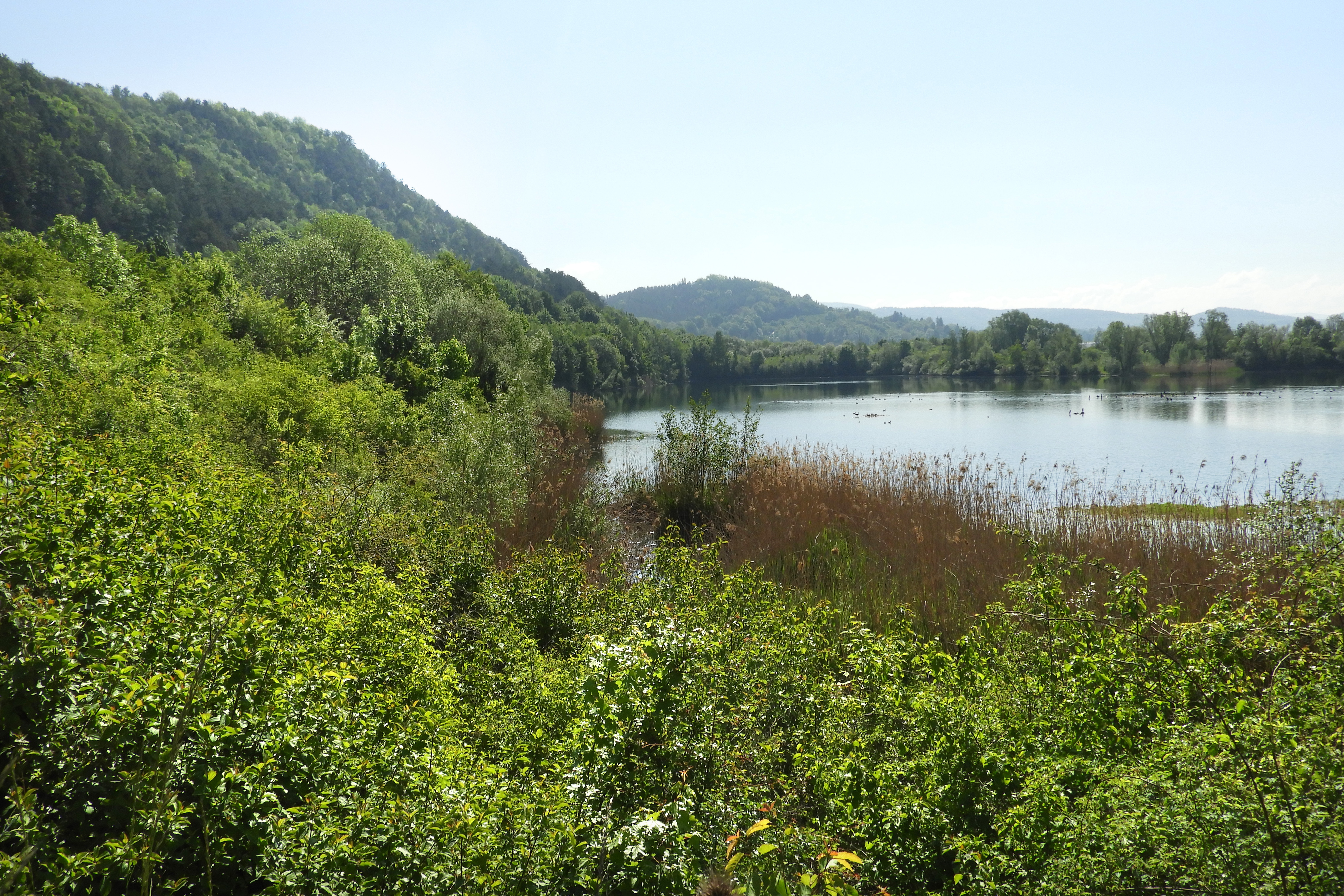
Um die Seen gruppieren sich Gehölze, Auenwälder und Ruderalfluren.

- Nährstoffarme bis mäßig nährstoffreiche kalkhaltige Stillgewässer mit Armleuchteralgen (LRT 3140)

Zu diesem Lebensraumtyp konnte der kleine See, der zwischen den beiden größeren Seen liegt, zugeordnet werden. Mit nur sieben vorgefundenen Arten, unter ihnen eine Armleuchteralgenart, wird er in der Grunddatenerfassung als artenarm bezeichnet.
- Natürliche und naturnahe nährstoffreiche Stillgewässer mit Laichkraut- oder Froschbiss-Gesellschaften (LRT 3150)

Dieser Lebensraumtyp erstreckt sich über die beiden größeren Seen, die mit den für Abgrabungsgewässer typischen Steilufern umgeben sind. In den wenigen Flachuferbereichen hat sich Schilf ausgebreitet, das auch teilweise angepflanzt wurde und von den Wasservögeln als Schutz- und Brutraum genutzt wird. Zu den am weitesten verbreiteten Wasserpflanzen gehören Raues Hornblatt, Kamm-Laichkraut und Dreifurchige Wasserlinse. In einigen Bereichen wachsen Gelbe Teichrose und Wasser-Knöterich.
- Erlen- und Eschenwälder und Weichholzauenwälder (LRT *91E0)

In den Uferzonen der drei Seen haben sich Auenwälder ausgebildet, die teilweise einen alten Baumbestand mit Weiden, Eschen und Ahorn besitzen und teilweise von Pioniergehölzen der Vorwaldstadien dominiert werden.

## Fauna
- Vogelarten

Aus ornithologischer Sicht bietet das Schutzgebiet ein herausragendes Brut-, Durchzugs- und Überwinterungsgebiet. Das Nebeneinander mit Werra, den Seen, Ruderalfluren, Auenwaldbereichen, Streuobstwiesen, Hecken, offenen Wiesen- und Ackerflächen führt zu einer Konzentration von über zwanzig Rote-Liste-Arten. Darunter sind fünf Arten, die im Anhang I der Vogelschutzrichtlinie aufgeführt werden, weil sie wegen geringer Bestände, kleiner Verbreitungsgebiete oder wegen ihrer speziellen Habitatsansprüche als vom Aussterben bedroht angesehen werden. Bis auf den Neuntöter, der im Schutzgebiet, und den Eisvogel, der an den Steilufern der Werra brütet, sind Grauspecht, Schwarz- und Rotmilan Gäste, die ihre Brutplätze in den angrenzenden Wäldern haben und das Gebiet als Jagdrevier nutzen.
Bemerkenswerte Brutvögel im Schutzgebiet sind Kiebitz, Wendehals, Flussregenpfeifer, Flussuferläufer, Bekassine und Braunkehlchen, sie gelten nach der aktuellen „Rote Liste“ in Hessen als vom Aussterben bedroht. Von den im Gebiet brütenden Vögeln stehen Rohrweihe, Teichrohrsänger, Gelbspötter und Beutelmeise auf der Vorwarnliste, da ihre Bestände zurückgehen. Zunehmend sind auch frühere „Allerweltsarten“ von starken Rückgängen betroffen und weisen deutlich verschlechterte Erhaltungszustände auf. Hierzu zählen mit Feldlerche, Feldschwirl und Feldsperling Vögel der offenen Feld- und Grünlandfluren.
Unter den Vögeln, die die Freudenthaler Seen zur Nahrungssuche aus benachbarten Lebensräumen oder während des Zuges im Frühjahr und Herbst als Rast- und Trittsteinbiotop aufsuchen, gehören Fischadler, Krick-, Knäck- und Löffel- und Tafelente zu den Arten, die in Hessen als vom Erlöschen bedroht gelten. Sie zeigen mit weiteren Gastvögeln, die verschiedenen Gefährdungskategorien angehören, die Bedeutung des Schutzgebiets für Zug- und Rastvögel.
- Tagfalter und Widderchen

Eine Vielzahl von Schmetterlingen und Widderchen nutzt das räumliche Nebeneinander der verschiedenen Biotope, das ihnen Nahrung und Lebensraum bietet. Für eine flächendeckende Untersuchung im Rahmen der Grunddatenerfassung wurden auf ausgewählten Flächen vier Transekte eingerichtet. Trotz der unbeständigen Witterung in den Beobachtungsmonaten Juni und Juli 2004, die sich ungünstig auf die Populationsdichte auswirkte, gelang der Nachweis von mehr als dreißig verschiedenen Faltern und Widderchen. Mit Großem Perlmuttfalter, Braunem Feuerfalter, Gelbwürfeligem Dickkopffalter, Schwalbenschwanz, Weißbindigem Wiesenvögelchen, Kleinem Sonnenröschen-Bläuling, Kleinem Perlmuttfalter, Nierenfleck-Zipfelfalter, Kaisermantel sowie Sechsfleck- und Kleinem Fünffleck-Widderchen waren unter ihnen auch sogenannte wertgebende Arten.
- Libellen

Die Freudenthaler Kiesteiche gelten für die Libellenfauna als ein überregional bis hessenweit bedeutsames Habitat. Bei Begehungen für die Grunddatenerfassung von Mitte Mai bis Anfang September wurden 21 Libellenarten erfasst, das wären über ein Viertel der Gesamtartenzahl der heimischen Libellen. Von den an den Freudenthaler Kiesteichen beobachteten Arten sind nach der „Roten Liste der Libellen Hessens“ Kleine Königslibelle und Kleine Pechlibelle stark gefährdet. Als bedroht eingestuft wurden Gefleckte Heidelibelle und Kleines Granatauge und die Falkenlibelle steht auf der Vorwarnliste.
- Amphibien

Im Schutzgebiet wurden mit Seefrosch und Wasserfrosch aus dem Grünfroschkomplex, dem Grasfrosch und der Erdkröte insgesamt nur vier Arten sicher beobachtet. Dabei wurden bei dem in Hessen als gefährdet eingestuften Seefrosch und der Erdkröte relativ große Populationen festgestellt. Wie alle heimischen Amphibienarten werden sie durch das Bundesnaturschutzgesetz geschützt.

## Unterschutzstellung

### Naturschutzgebiet

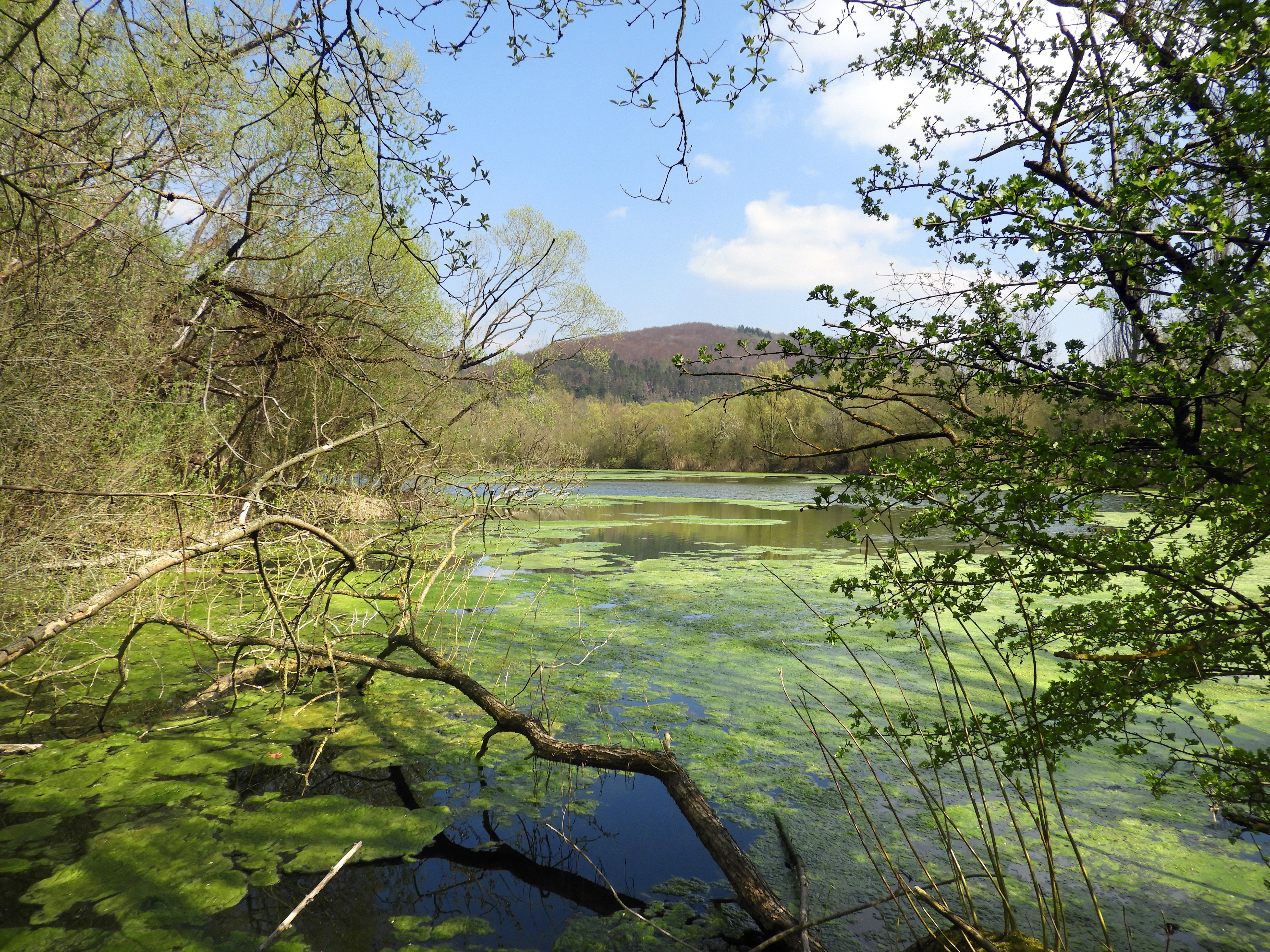
Für seltene und gefährdete Wasservögel wurde das Schutzgebiet zu einem wertvollen Brut- und Rastbiotop.

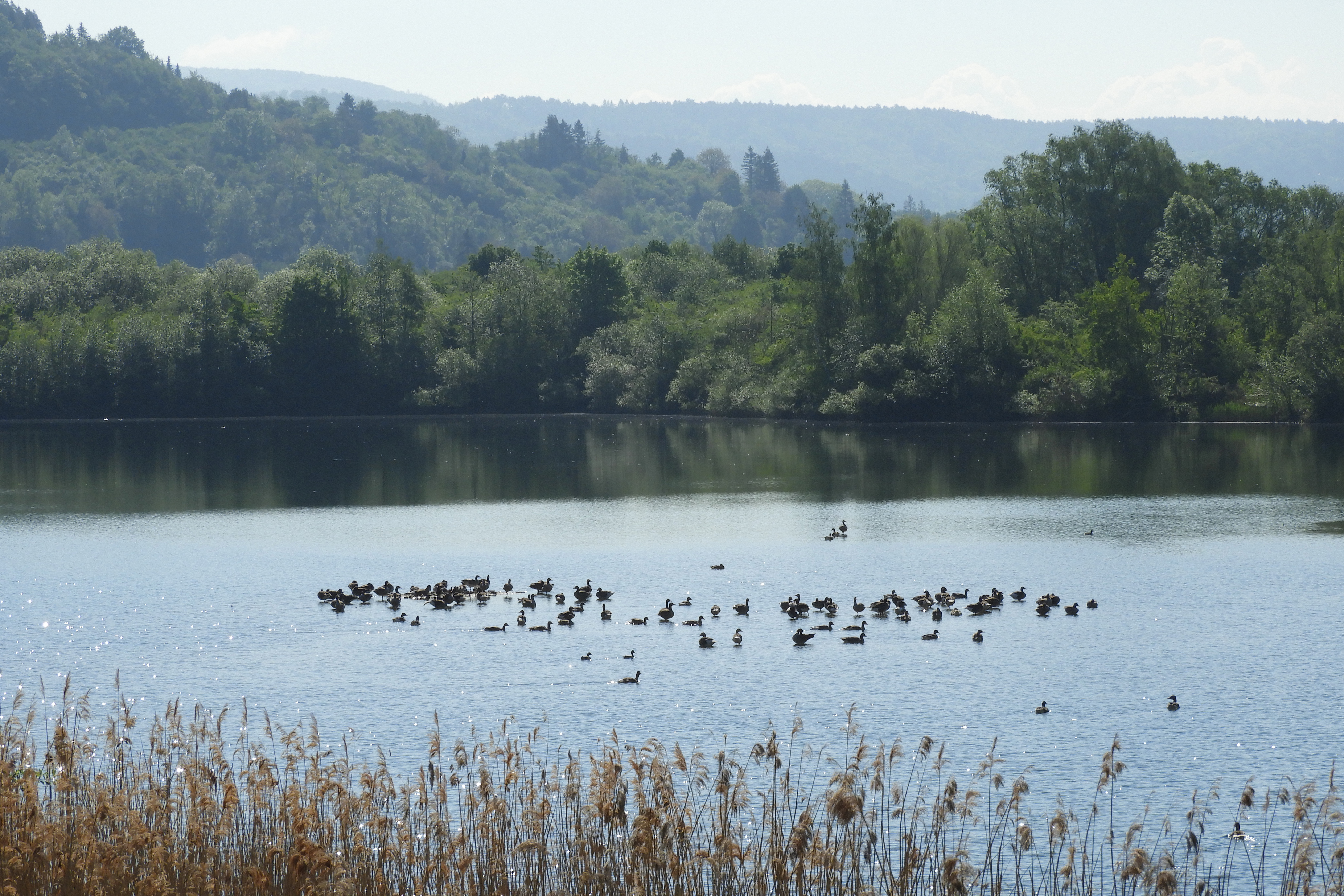
Der östliche See soll ganz dem Vogelschutz vorbehalten bleiben.

Mit Verordnung vom 19. September 1980 der Bezirksdirektion für Forsten und Naturschutz als Höherer Naturschutzbehörde beim Regierungspräsidium in Kassel wurden die ehemaligen Kiesabbauflächen, das bereits rekultivierte Seengelände und die angrenzenden landwirtschaftlich genutzten Flächen des „Freudenthals“ zum Naturschutzgebiet erklärt. Zweck der Unterschutzstellung war es,
- „die ornithologisch wertvollen Gewässer zu schützen,
- die Funktion der Kiesseen als Brut-, Durchzugs- und Überwinterungsgebiet für zahlreiche, zum Teil gefährdete Wasservogelarten zu erhalten und weiter zu verbessern und
- diesen Vogelarten die erforderlichen Lebensbereiche einschließlich der notwendigen Nahrungsquellen und Brutgelegenheiten zu sichern und Störungen fernzuhalten.“

Über die Musterverordnung hinaus darf die Fischerei in einigen Bereichen des westlichen Sees ausgeübt werden. Das Naturschutzgebiet mit der nationalen Kennung 1636009 und den WDPA-Code 81693, besaß anfangs eine Größe von rund 72 Hektar, die durch eine ergänzende Verordnung aus dem gleichen Jahr mit Grundstücken der Gemarkungen von Ermschwerd und Witzenhausen erweitert wurden.

### Flora-Fauna-Habitat-Gebiet
Im Rahmen der Umsetzung der Flora-Fauna-Habitat-Richtlinie wurde das Naturschutzgebiet im Jahr 2004 der EU-Kommission für das länderübergreifende Netz besonderer Schutzgebiete Natura 2000 gemeldet. Neben dem Gebietsmanagement und dem damit verbundenen Monitoring forderte die EU eine förmliche Schutzerklärung, die im Januar 2008 mit der „Verordnung über Natura 2000-Gebiete in Hessen“ erfolgte. Das FFH-Gebiet, mit der gleichen Größe und den gleichen Grenzen wie das Naturschutzgebiet, hat die FFH-Gebietsnummer 4624-303 und den WDPA-Code 555519943. Verpflichtende Schutzzwecke für die Seen sind die Erhaltung der „biotopprägenden Gewässerqualität“ mit der charakteristischen Vegetation und für die Auenwälder die Erhaltung naturnaher und strukturreicher Bestände.

### Landschaftsschutzgebiet
Das Schutzgebiet liegt vollständig in dem Landschaftsschutzgebiet „Auenverbund Werra“, das im Jahr 1992 ausgewiesen wurde. Schutzziel ist hier, die verschiedenen Wiesen- und Ufervegetationstypen des Flusses zu schützen und naturnahe Gewässerabschnitte zu erhalten oder sie wieder herzustellen. Es besteht aus mehreren, unterschiedlich großen Teilgebieten entlang der mittleren und unteren Werra im Landkreis Hersfeld-Rotenburg und im Werra-Meißner-Kreis. Wegen des Reichtums an Arten, Populationen und Lebensräumen bildet das Werratal mit dem Hohen Meißner und dem Kaufunger Wald einen „Hotspot der biologischen Vielfalt“.

## Touristische Erschließung
Das Schutzgebiet kann über die vorhandenen Wirtschaftswege begangen werden.